# Центральна збагачувальна фабрика «Янівська»
Центральна збагачувальна фабрика «Янівська» — збудована за проектом «Дніпродіпрошахту» і стала до ладу у 1960 році з виробничою потужністю 1200 тис. тонн на рік як індивідуальний технологічний комплекс для прийому й збагачення пульпи гідрошахти «Янівська». Схема фабрики передбачала відсадку некласифікованого антрациту, флотацію шламу, збезводнення дрібних концентратів у центрифугах та на дискових вакуум-фільтрах, термічне сушіння їх у барабанних сушарнях. Після припинення гідровидобутку фабрику у 1978 році було реконструйовано для збагачення привізних антрацитових штибів за збереженням основної технології і її доповненням стрічковими вакуум-фільтрами. У подальшому фабрика почала приймати в переробку поряд з відсівами також рядовий антрацит.
Місце знаходження: м. Вахрушеве, Луганська обл., залізнична станція Браунівка